# تنگمیر
تنگمیر (به انگلیسی: Tangmere) یک روستا و محله مدنی در بریتانیا است که در Chichester واقع شده‌است. تنگمیر ۴٫۶۷ کیلومتر مربع مساحت و ۲٬۶۲۵٫ نفر جمعیت دارد.